# Liste der Auszeichnungen von Olivia Rodrigo
Diese Liste ist eine Übersicht über die Auszeichnungen und Nominierungen der US-amerikanischen Sängerin und Schauspielerin Olivia Rodrigo.

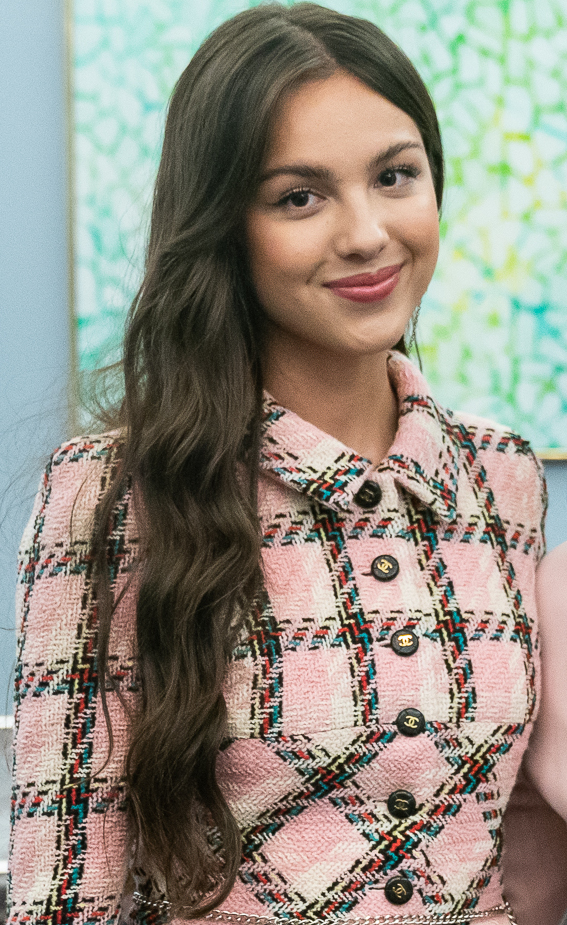
Olivia Rodrigo (2021)

| Kategorie  | Gesamt |
| ---------- | ------ |
| Gewonnen   | 29     |
| Nominiert  | 81     |
| Ausstehend | 0      |

## American Music Awards
| Jahr | Kategorie                  | für             | Resultat  | Ref   |
| ---- | -------------------------- | --------------- | --------- | ----- |
| 2021 | New Artist of the Year     | Olivia Rodrigo  | Gewonnen  | [ 1 ] |
| 2021 | Artist of the Year         | Olivia Rodrigo  | Nominiert | [ 1 ] |
| 2021 | Favorite Female Pop Artist | Olivia Rodrigo  | Nominiert | [ 1 ] |
| 2021 | Favorite Trending Song     | Drivers License | Nominiert | [ 1 ] |
| 2021 | Favorite Music Video       | Drivers License | Nominiert | [ 1 ] |
| 2021 | Favorite Pop Song          | Drivers License | Nominiert | [ 1 ] |
| 2021 | Favorite Pop Album         | Sour            | Nominiert | [ 1 ] |

## Apple Music Awards
| Jahr | Kategorie                       | für             | Resultat | Ref   |
| ---- | ------------------------------- | --------------- | -------- | ----- |
| 2021 | Breakthrough Artist of the Year | Olivia Rodrigo  | Gewonnen | [ 2 ] |
| 2021 | Album of the Year               | Sour            | Gewonnen | [ 2 ] |
| 2021 | Song of the Year                | Drivers License | Gewonnen | [ 2 ] |

## ARIA Music Awards
| Jahr | Kategorie                 | für            | Resultat  | Ref   |
| ---- | ------------------------- | -------------- | --------- | ----- |
| 2021 | Best International Artist | Olivia Rodrigo | Nominiert | [ 3 ] |

## ASCAP Pop Music Awards
| Jahr | Kategorie              | für            | Resultat | Ref   |
| ---- | ---------------------- | -------------- | -------- | ----- |
| 2022 | Songwriter of the Year | Olivia Rodrigo | Gewonnen | [ 4 ] |

## Billboard Women in Music
| Jahr | Kategorie         | für            | Resultat | Ref   |
| ---- | ----------------- | -------------- | -------- | ----- |
| 2022 | Woman of the Year | Olivia Rodrigo | Gewonnen | [ 5 ] |

## BreakTudo Awards
| Jahr | Kategorie              | für             | Resultat  | Ref   |
| ---- | ---------------------- | --------------- | --------- | ----- |
| 2021 | International Newcomer | Olivia Rodrigo  | Nominiert | [ 6 ] |
| 2021 | Anthem of the Year     | Traitor         | Gewonnen  | [ 6 ] |
| 2021 | International Hit      | Good 4 U        | Nominiert | [ 6 ] |
| 2021 | International Hit      | Drivers License | Nominiert | [ 6 ] |
| 2021 | Album of the Year      | Sour            | Nominiert | [ 6 ] |

## BRIT Awards
| Jahr | Kategorie                 | für            | Resultat  | Ref   |
| ---- | ------------------------- | -------------- | --------- | ----- |
| 2022 | Best International Artist | Olivia Rodrigo | Nominiert | [ 7 ] |
| 2022 | Best International Song   | Good 4 U       | Gewonnen  | [ 7 ] |

## Danish Music Awards
| Jahr | Kategorie                       | für  | Resultat | Ref   |
| ---- | ------------------------------- | ---- | -------- | ----- |
| 2021 | International Album of the Year | Sour | Gewonnen | [ 8 ] |

## Gold Derby Music Awards
| Jahr | Kategorie          | für             | Resultat  | Ref   |
| ---- | ------------------ | --------------- | --------- | ----- |
| 2022 | Artist of the Year | Olivia Rodrigo  | Nominiert | [ 9 ] |
| 2022 | Best New Artist    | Olivia Rodrigo  | Gewonnen  | [ 9 ] |
| 2022 | Best Pop Artist    | Olivia Rodrigo  | Nominiert | [ 9 ] |
| 2022 | Album of the Year  | Sour            | Nominiert | [ 9 ] |
| 2022 | Best Pop Album     | Sour            | Nominiert | [ 9 ] |
| 2022 | Record of the Year | Drivers License | Nominiert | [ 9 ] |
| 2022 | Song of the Year   | Drivers License | Nominiert | [ 9 ] |
| 2022 | Best Pop Song      | Drivers License | Nominiert | [ 9 ] |
| 2022 | Best Music Video   | Good 4 U        | Nominiert | [ 9 ] |

## Grammy Awards
| Jahr | Kategorie                 | für             | Resultat  | Ref    |
| ---- | ------------------------- | --------------- | --------- | ------ |
| 2022 | Album of the Year         | Sour            | Nominiert | [ 10 ] |
| 2022 | Best Pop Vocal Album      | Sour            | Gewonnen  | [ 10 ] |
| 2022 | Best New Artist           | Olivia Rodrigo  | Gewonnen  | [ 10 ] |
| 2022 | Record of the Year        | Drivers License | Nominiert | [ 10 ] |
| 2022 | Song of the Year          | Drivers License | Nominiert | [ 10 ] |
| 2022 | Best Pop Solo Performance | Drivers License | Gewonnen  | [ 10 ] |
| 2022 | Best Music Video          | Good 4 U        | Nominiert | [ 10 ] |

## iHeartRadio Music Awards
| Jahr | Kategorie                 | für             | Resultat  | Ref    |
| ---- | ------------------------- | --------------- | --------- | ------ |
| 2021 | Social Star Award         | Olivia Rodrigo  | Gewonnen  | [ 11 ] |
| 2022 | Female Artist of the Year | Olivia Rodrigo  | Gewonnen  | [ 12 ] |
| 2022 | Best New Pop Artist       | Olivia Rodrigo  | Gewonnen  | [ 12 ] |
| 2022 | Best Fan Army             | Olivia Rodrigo  | Nominiert | [ 12 ] |
| 2022 | Song of the Year          | Drivers License | Nominiert | [ 12 ] |
| 2022 | Best Music Video          | Drivers License | Nominiert | [ 12 ] |
| 2022 | Best Lyrics               | Drivers License | Nominiert | [ 12 ] |
| 2022 | Best Lyrics               | Deja Vu         | Nominiert | [ 12 ] |
| 2022 | TikTok Bop of the Year    | Good 4 U        | Gewonnen  | [ 12 ] |

## LiveXLive's Breakout Awards
| Jahr | Kategorie        | für            | Resultat  | Ref    |
| ---- | ---------------- | -------------- | --------- | ------ |
| 2021 | Supreme Stanbase | Olivia Rodrigo | Nominiert | [ 13 ] |

## LOS40 Music Awards
| Jahr | Kategorie                  | für             | Resultat  | Ref    |
| ---- | -------------------------- | --------------- | --------- | ------ |
| 2021 | Best International Song    | Drivers License | Nominiert | [ 14 ] |
| 2021 | Best International New Act | Olivia Rodrigo  | Nominiert | [ 14 ] |
| 2021 | Best International Album   | Sour            | Gewonnen  | [ 14 ] |

## MTV Awards

### MTV Europe Music Awards
| Jahr | Kategorie   | für             | Resultat  | Ref    |
| ---- | ----------- | --------------- | --------- | ------ |
| 2021 | Best US Act | Olivia Rodrigo  | Nominiert | [ 15 ] |
| 2021 | Best Pop    | Olivia Rodrigo  | Nominiert | [ 15 ] |
| 2021 | Best New    | Olivia Rodrigo  | Nominiert | [ 15 ] |
| 2021 | Best Push   | Olivia Rodrigo  | Gewonnen  | [ 15 ] |
| 2021 | Best Song   | Drivers License | Nominiert |        |

### MTV Millennial Awards
| Jahr | Kategorie              | für             | Resultat  | Ref    |
| ---- | ---------------------- | --------------- | --------- | ------ |
| 2021 | Global Hit of the Year | Drivers License | Nominiert | [ 16 ] |

### MTV Millennial Awards Brazil
| Jahr | Kategorie  | für      | Resultat  | Ref    |
| ---- | ---------- | -------- | --------- | ------ |
| 2021 | Global Hit | Good 4 U | Nominiert | [ 17 ] |

### MTV Video Music Awards
| Jahr | Kategorie                    | für             | Resultat  | Ref    |
| ---- | ---------------------------- | --------------- | --------- | ------ |
| 2021 | Best New Artist              | Olivia Rodrigo  | Gewonnen  | [ 18 ] |
| 2021 | Artist of the Year           | Olivia Rodrigo  | Nominiert | [ 18 ] |
| 2021 | Song of the Year             | Drivers License | Gewonnen  | [ 18 ] |
| 2021 | Push Performance of the Year | Drivers License | Gewonnen  | [ 18 ] |
| 2021 | Best Pop                     | Good 4 U        | Nominiert | [ 18 ] |
| 2021 | Song of the Summer           | Good 4 U        | Nominiert | [ 18 ] |

### MTV Video Music Awards Japan
| Jahr | Kategorie                     | für             | Resultat | Ref    |
| ---- | ----------------------------- | --------------- | -------- | ------ |
| 2021 | Best Western New Artist Video | Drivers License | Gewonnen | [ 19 ] |

## Music Daily Awards
| Jahr | Kategorie       | für            | Resultat  | Ref    |
| ---- | --------------- | -------------- | --------- | ------ |
| 2021 | Best Artist     | Olivia Rodrigo | Nominiert | [ 20 ] |
| 2021 | Best New Artist | Olivia Rodrigo | Nominiert | [ 20 ] |
| 2021 | Best Album      | Sour           | Nominiert | [ 20 ] |
| 2021 | Best Song       | Good 4 U       | Nominiert | [ 20 ] |

## MYX Music Awards
| Jahr | Kategorie                | für            | Resultat | Ref    |
| ---- | ------------------------ | -------------- | -------- | ------ |
| 2021 | Global Achievement Award | Olivia Rodrigo | Gewonnen | [ 21 ] |

## Nickelodeon Kids' Choice Awards

### Nickelodeon Mexico Kids' Choice Awards
| Jahr | Kategorie  | für      | Resultat  | Ref    |
| ---- | ---------- | -------- | --------- | ------ |
| 2021 | Global Hit | Good 4 U | Nominiert | [ 22 ] |

### Meus Prêmios Nick
| Jahr | Kategorie                  | für      | Resultat  | Ref    |
| ---- | -------------------------- | -------- | --------- | ------ |
| 2021 | Challenge Hits of the Year | Good 4 U | Nominiert | [ 23 ] |
| 2021 | Video of the Year          | Good 4 U | Nominiert | [ 23 ] |

## NRJ Music Awards
| Jahr | Kategorie                          | für            | Resultat  | Ref    |
| ---- | ---------------------------------- | -------------- | --------- | ------ |
| 2021 | International Song of the Year     | Good 4 U       | Nominiert | [ 24 ] |
| 2021 | International Newcomer of the Year | Olivia Rodrigo | Gewonnen  | [ 24 ] |

## People’s Choice Awards
| Jahr | Kategorie                 | für            | Resultat  | Ref    |
| ---- | ------------------------- | -------------- | --------- | ------ |
| 2021 | Female Artist of the Year | Olivia Rodrigo | Nominiert | [ 25 ] |
| 2021 | New Artist of the Year    | Olivia Rodrigo | Gewonnen  | [ 25 ] |
| 2021 | Song of the Year          | Good 4 U       | Nominiert | [ 25 ] |
| 2021 | Music Video of the Year   | Good 4 U       | Nominiert | [ 25 ] |
| 2021 | Album of the Year         | Sour           | Gewonnen  | [ 25 ] |

## Rockbjörnen
| Jahr | Kategorie                | für             | Resultat  | Ref    |
| ---- | ------------------------ | --------------- | --------- | ------ |
| 2021 | Foreign Song of the Year | Drivers License | Nominiert | [ 26 ] |

## RTHK International Pop Poll Awards
| Jahr | Kategorie                        | für             | Resultat | Ref    |
| ---- | -------------------------------- | --------------- | -------- | ------ |
| 2021 | Top Ten International Gold Songs | Drivers License | Gewonnen | [ 27 ] |

## UK Music Video Awards
| Jahr | Kategorie                  | für       | Resultat  | Ref    |
| ---- | -------------------------- | --------- | --------- | ------ |
| 2021 | Best Special Video Project | Sour Prom | Nominiert | [ 28 ] |

## Variety
| Jahr | Kategorie              | für            | Resultat | Ref    |
| ---- | ---------------------- | -------------- | -------- | ------ |
| 2021 | Songwriter of the Year | Olivia Rodrigo | Gewonnen | [ 29 ] |